# جک سویگرت
جک سویگرت (به انگلیسی: John Leonard "Jack" Swigert Jr.) فضانورد اهل ایالات متحده آمریکا است که در ۳۰ اوت ۱۹۳۱ میلادی در دنور، کلرادو زاده شد. وی در مأموریت آپولو ۱۳ حضور داشته است.